# Tippeligaen 2013
La Tippeligaen 2013 fue la 69a edición de la máxima división del fútbol profesional de Noruega. La competición, llamada Tippeligaen por razones de patrocinio, comenzó en marzo de 2013 y terminó en noviembre del mismo año.
El torneo fue disputado por 16 equipos: los mejores catorce clubes de la temporada 2012 y el IK Start y el Sarpsborg 08, campeón y subcampeón de la Adeccoligaen 2012, respectivamente.
En la última fecha, el Strømsgodset IF se coronó campeón con un punto de diferencia respecto al Rosenborg BK
Respecto a competencias internacionales, el primero logró un pasaje a la Liga de Campeones de la UEFA, mientras que el segundo y el tercero (FK Haugesund) lograron un pasaje a la Liga Europea de la UEFA.
El Tromsø IL y el Hønefoss BK descendieron de categoría y son reemplazados por el Bodø/Glimt y el Stabæk IF, primero y segundo de la Adeccoligaen 2013 respectivamente. Por otra parte, el Sarpsborg 08 finalizó antepenúltimo y debió jugar la promoción frente al Ranheim Fotball, serie que ganó por 3-0 y logró mantenerse en la máxima división.

## Equipos participantes
Los equipos que terminaron la temporada 2012 en los últimos dos lugares de la tabla descendieron a la Adeccoligaen 2013. El Stabæk IF terminó en último lugar y descendió junto al Fredrikstad FK que terminó decimoquinto. Sandnes Ulf ratificó su posición en la máxima división tras imponerse 7-1 en el agregado ante el Ullensaker/Kisa IL en la repesca por la promoción.
IK Start y Sarpsborg 08 ascendieron en forma directa como campeón y subcampeón de la Adeccoligaen 2012, respectivamente. Ambos clubes regresaron luego de pasar solo una temporada en la segunda división.
| Pos | Descendidos de la Tippeligaen |
| --- | ----------------------------- |
| 15° | Fredrikstad FK                |
| 16º | Stabæk IF                     |

| Pos | Ascendidos de la Adeccoligaen |
| --- | ----------------------------- |
| 1º  | IK Start                      |
| 2º  | Sarpsborg 08                  |

| Club              | Ciudad       | Estadio             | Superficie | Capacidad | Temporada pasada |
| ----------------- | ------------ | ------------------- | ---------- | --------- | ---------------- |
| Aalesunds FK      | Ålesund      | Color Line Stadion  | Artificial | 10.778    | 11°              |
| SK Brann          | Bergen       | Brann Stadion       | Natural    | 17.824    | 6°               |
| FK Haugesund      | Haugesund    | Haugesund Stadion   | Natural    | 5.000     | 7°               |
| Hønefoss BK       | Hønefoss     | Aka Arena           | Artificial | 4.000     | 13°              |
| IK Start          | Kristiansand | Sør Arena           | Artificial | 14.563    | 1° Adeccoligaen  |
| Lillestrøm SK     | Lillestrøm   | Åråsen stadion      | Natural    | 11.637    | 9°               |
| Molde FK          | Molde        | Aker Stadion        | Natural    | 11.800    | 1° Campeón       |
| Odd Grenland      | Skien        | Skagerak Arena      | Artificial | 13.500    | 10°              |
| Rosenborg BK      | Trondheim    | Lerkendal Stadion   | Natural    | 21.850    | 3°               |
| Sandnes Ulf       | Sandnes      | Sandnes Idrettspark | Natural    | 3.850     | 14°              |
| Sarpsborg 08      | Sarpsborg    | Sarpsborg Stadion   | Natural    | 5.000     | 2° Adeccoligaen  |
| Sogndal Fotball   | Sogndal      | Fosshaugane Campus  | Natural    | 5.402     | 12°              |
| Strømsgodset IF   | Drammen      | Marienlyst Stadion  | Artificial | 7.500     | 2°               |
| Tromsø IL         | Tromsø       | Alfheim Stadion     | Artificial | 7.500     | 4°               |
| Viking FK         | Stavanger    | Viking Stadion      | Natural    | 16.600    | 5°               |
| Vålerenga Fotball | Oslo         | Ullevaal Stadion    | Natural    | 25.572    | 8°               |

### Distribución geográfica
| Fylke            | Cantidad | Clubes                             |
| ---------------- | -------- | ---------------------------------- |
| Rogaland         | 3        | FK Haugesund Sandnes Ulf Viking FK |
| Møre og Romsdal  | 2        | Aalesunds FK Molde FK              |
| Buskerud         | 2        | Hønefoss BK Strømsgodset IF        |
| Akershus         | 1        | Lillestrøm SK                      |
| Sør-Trøndelag    | 1        | Rosenborg BK                       |
| Telemark         | 1        | Odd Grenland                       |
| Østfold          | 1        | Sarpsborg 08 FF                    |
| Hordaland        | 1        | SK Brann                           |
| Vest-Agder       | 1        | IK Start                           |
| Sogn og Fjordane | 1        | Sogndal Fotball                    |
| Troms            | 1        | Tromsø IL                          |
| Oslo             | 1        | Vålerenga Fotball                  |

## Modo de disputa
El torneo se disputará mediante el sistema de todos contra todos, donde cada equipo jugará contra los demás dos veces, una como local, y otra como visitante.
Cada equipo recibe tres puntos por partido ganado, un punto en caso de empate, y ninguno si pierde.
Al finalizar el torneo, aquel equipo con mayor cantidad de puntos se consagrará campeón y obtendrá la posibilidad de disputar la siguiente edición de la Liga de Campeones de la UEFA. Los equipos ubicados en la segunda y tercera posición clasificarán a la Liga Europea de la UEFA. 
Los equipos que queden ubicados en las últimas dos posiciones descenderán automáticamente a la segunda división, mientras que aquel ubicado en la decimotercera (13°) posición deberá jugar un partido contra un equipo proveniente de la segunda división, donde el ganador disputará la siguiente temporada de la primera división.

## Tabla de posiciones
|                 |     | Equipos de fútbol | PJ | G  | E  | P  | GF | GC | Dif | Pts |
| --------------- | --- | ----------------- | -- | -- | -- | -- | -- | -- | --- | --- |
| Clasifica a UCL | 1.  | Strømsgodset (C)  | 30 | 19 | 6  | 5  | 66 | 26 | +40 | 63  |
| Clasifica a UEL | 2.  | Rosenborg         | 30 | 18 | 8  | 4  | 50 | 25 | +25 | 62  |
| Clasifica a UEL | 3.  | Haugesund         | 30 | 15 | 6  | 9  | 41 | 39 | +2  | 51  |
|                 | 4.  | Aalesunds FK      | 30 | 14 | 7  | 9  | 54 | 44 | +11 | 49  |
|                 | 5.  | Viking FK         | 30 | 12 | 10 | 8  | 41 | 36 | +5  | 46  |
| Clasifica a UEL | 6.  | Molde             | 30 | 12 | 8  | 10 | 47 | 38 | +9  | 44  |
|                 | 7.  | Odd Grenland      | 30 | 11 | 7  | 12 | 43 | 39 | +4  | 40  |
|                 | 8.  | Brann             | 30 | 11 | 6  | 13 | 46 | 46 | 0   | 39  |
|                 | 9.  | IK Start          | 30 | 10 | 8  | 12 | 43 | 46 | -3  | 38  |
|                 | 10. | Lillestrøm        | 30 | 9  | 9  | 12 | 37 | 44 | -7  | 36  |
|                 | 11. | Vålerenga         | 30 | 10 | 6  | 14 | 41 | 50 | -9  | 36  |
|                 | 12. | Sogndal           | 30 | 8  | 9  | 13 | 33 | 48 | -15 | 33  |
|                 | 13. | Sandnes Ulf       | 30 | 9  | 6  | 15 | 36 | 58 | -22 | 33  |
|                 | 14. | Sarpsborg 08      | 30 | 8  | 7  | 15 | 40 | 58 | -18 | 31  |
| Descendió       | 15. | Tromsø            | 30 | 7  | 8  | 15 | 41 | 50 | -9  | 29  |
| Descendió       | 16. | Hønefoss          | 30 | 6  | 11 | 13 | 34 | 47 | -13 | 29  |

|    |         |
| C: | Campeón |

|  |                                        |
|  | Clasificado a la UEFA Champions League |

|  |                                      |
|  | Clasificados a la UEFA Europa League |

|  |                                                                          |
|  | Clasifica a Liga Europea de la UEFA como campeón de Copa de Noruega 2013 |

|  |                                   |
|  | En zona de repechaje al descenso. |

|  |                              |
|  | Descendido a la Adeccoligaen |

### Tabla de Goleadores
Goles Anotados.

| Jugador               | Club         | Anotado |
| --------------------- | ------------ | ------- |
| Frode Johnsen         | Odd Grenland | 15      |
| Abderrazak Hamdallah  | Aalesunds FK | 15      |
| Matthías Vilhjálmsson | IK Start     | 11      |
| Christian Gytkjær     | Haugesund    | 11      |
| Malick Mané           | Sogndal      | 10      |
| Ola Williams Kamara   | Strømsgodset | 10      |
| Riku Riski            | Hønefoss     | 10      |

## Jornadas
| Viking FK       | 2 - 1 | Molde FK     | 15 de marzo | Viking Stadion     |
| Aalesunds FK    | 3 - 0 | FK Haugesund | 16 de marzo | Color Line Stadion |
| SK Brann        | 3 - 1 | Vålerenga    | 16 de marzo | Brann Stadion      |
| Lillestrøm SK   | 2 - 2 | Sarpsborg 08 | 17 de marzo | Åråsen Stadion     |
| Odd Grenland    | 0 - 1 | Rosenborg BK | 17 de marzo | Skagerak Arena     |
| Sogndal         | 2 - 2 | Tromsø IL    | 17 de marzo | Fosshaugane Campus |
| IK Start        | 3 - 2 | Hønefoss BK  | 17 de marzo | Skagerak Arena     |
| Strømsgodset IF | 2 - 0 | Sandnes Ulf  | 17 de marzo | Marienlyst Stadion |

| Tromsø IL    | 2 - 1 | Odd Grenland    | 31 de marzo | Alfheim Stadion     |
| Sarpsborg 08 | 2 - 1 | Viking FK       | 1 de abril  | Sarpsborg Stadion   |
| Rosenborg BK | 4 - 0 | SK Brann        | 1 de abril  | Lerkendal Stadion   |
| Sandnes Ulf  | 0 - 1 | Aalesunds FK    | 1 de abril  | Sandnes Idrettspark |
| Vålerenga    | 1 - 0 | Sogndal         | 1 de abril  | Ullevaal Stadion    |
| Molde FK     | 1 - 2 | Lillestrøm SK   | 2 de abril  | Aker Stadion        |
| Hønefoss BK  | 2 - 0 | Strømsgodset IF | 2 de abril  | Aka Arena           |
| FK Haugesund | 3 - 2 | IK Start        | 24 de abril | Haugesund Stadion   |

| Odd Grenland  | 2 - 0 | Vålerenga    | 5 de abril | Skagerak Arena      |
| IK Start      | 2 - 2 | Tromsø IL    | 6 de abril | Sør Arena           |
| SK Brann      | 1 - 0 | Molde FK     | 6 de abril | Brann Stadion       |
| Strømsgodset  | 1 - 1 | Sarpsborg 08 | 7 de abril | Marienlyst Stadion  |
| Sandnes Ulf   | 1 - 1 | FK Haugesund | 7 de abril | Sandnes Idrettspark |
| Lillestrøm SK | 0 - 1 | Viking FK    | 7 de abril | Åråsen stadion      |
| Aalesund FK   | 4 - 3 | Hønefoss BK  | 7 de abril | Color Line Stadion  |
| Sogndal       | 0 - 4 | Rosenborg BK | 7 de abril | Fosshaugane Campus  |

| Rosenborg BK  | 1 - 1 | IK Start     | 12 de abril | Lerkendal Stadion  |
| Molde FK      | 1 - 2 | Sogndal      | 13 de abril | Aker Stadion       |
| Vålerenga     | 0 - 3 | Strømsgodset | 13 de abril | Ullevaal Stadion   |
| Sarpsborg 08  | 0 - 2 | Aalesunds FK | 14 de abril | Color Line Stadion |
| Viking FK     | 1 - 0 | Odd Grenland | 14 de abril | Viking Stadion     |
| Hønefoss BK   | 0 - 1 | FK Haugesund | 14 de abril | Aka Arena          |
| Tromsø IL     | 0 - 1 | Sandnes Ulf  | 14 de abril | Alfheim Stadion    |
| Lillestrøm SK | 2 - 0 | SK Brann     | 14 de abril | Åråsen Stadion     |

| IK Start     | 1 - 0 | Vålerenga     | 19 de abril | Sør Arena           |
| Odd Grenland | 1 - 1 | Molde FK      | 20 de abril | Skagerak Arena      |
| SK Brann     | 2 - 0 | Viking FK     | 20 de abril | Brann Stadion       |
| Aalesunds FK | 0 - 0 | Tromsø IL     | 21 de abril | Color Line Stadion  |
| Sandnes Ulf  | 1 - 1 | Hønefoss BK   | 21 de abril | Sandnes Idrettspark |
| Strømsgodset | 1 - 0 | Lillestrøm SK | 21 de abril | Marienlyst Stadion  |
| Sogndal      | 0 - 0 | Sarpsborg 08  | 21 de abril | Fosshaugane Campus  |
| FK Haugesund | 3 - 1 | Rosenborg BK  | 21 de abril | Haugesund Stadion   |

| SK Brann      | 2 - 0 | Odd Grenland | 26 de abril | Brann Stadion     |
| Lillestrøm SK | 3 - 2 | IK Start     | 27 de abril | Åråsen Stadion    |
| Vålerenga     | 2 - 1 | Aalesunds FK | 27 de abril | Ullevaal Stadion  |
| Viking FK     | 4 - 1 | Sogndal      | 28 de abril | Viking Stadion    |
| Rosenborg BK  | 0 - 1 | Sandnes Ulf  | 28 de abril | Lerkendal Stadion |
| Tromsø IL     | 2 - 1 | FK Haugesund | 28 de abril | Alfheim Stadion   |
| Sarpsborg 08  | 1 - 1 | Hønefoss BK  | 28 de abril | Sarpsborg Stadion |
| Molde FK      | 1 - 2 | Strømsgodset | 28 de abril | Aker Stadion      |

| Sandnes Ulf  | 1 - 2 | Vålerenga     | 3 de mayo | Sandnes Idrettspark |
| Aalesunds FK | 2 - 2 | Rosenborg BK  | 4 de mayo | Color Line Stadion  |
| Odd Grenland | 2 - 1 | Lillestrøm SK | 4 de mayo | Skagerak Arena      |
| Strømsgodset | 3 - 1 | Viking FK     | 5 de mayo | Marienlyst Stadion  |
| FK Haugesund | 0 - 1 | Sarpsborg 08  | 5 de mayo | Haugesund Stadion   |
| Hønefoss BK  | 1 - 1 | Tromsø IL     | 5 de mayo | Aka Arena           |
| Sogndal      | 3 - 1 | SK Brann      | 5 de mayo | Fosshaugane Campus  |
| IK Start     | 1 - 1 | Molde FK      | 5 de mayo | Skagerak Arena      |

| Rosenborg BK  | 2 - 1 | Tromsø IL    | 8 de mayo | Lerkendal Stadion |
| Vålerenga     | 0 - 2 | Hønefoss BK  | 8 de mayo | Ullevaal Stadion  |
| Viking FK     | 0 - 0 | FK Haugesund | 9 de mayo | Viking Stadion    |
| Molde FK      | 4 - 1 | Aalesunds FK | 9 de mayo | Aker Stadion      |
| Lillestrøm SK | 2 - 2 | Sogndal      | 9 de mayo | Åråsen Stadion    |
| Odd Grenland  | 1 - 1 | Strømsgodset | 9 de mayo | Skagerak Arena    |
| Sarpsborg 08  | 3 - 2 | Sandnes Ulf  | 9 de mayo | Sarpsborg Stadion |
| SK Brann      | 2 - 0 | IK Start     | 9 de mayo | Brann Stadion     |

| FK Haugesund | 1 - 0 | Vålerenga     | 12 de mayo | Haugesund Stadion   |
| Sandnes Ulf  | 0 - 0 | Molde FK      | 12 de mayo | Sandnes Idrettspark |
| Strømsgodset | 2 - 0 | SK Brann      | 12 de mayo | Marienlyst Stadion  |
| Tromsø IL    | 5 - 0 | Sarpsborg 08  | 12 de mayo | Alfheim Stadion     |
| Sogndal      | 2 - 0 | Odd Grenland  | 12 de mayo | Fosshaugane Campus  |
| IK Start     | 1 - 2 | Viking FK     | 12 de mayo | Skagerak Arena      |
| Aalesunds FK | 7 - 1 | Lillestrøm SK | 13 de mayo | Color Line Stadion  |
| Hønefoss BK  | 2 - 3 | Rosenborg BK  | 13 de mayo | Aka Arena           |

| Molde FK      | 1 - 5 | FK Haugesund | 16 de mayo | Aker Stadion       |
| Lillestrøm SK | 2 - 2 | Sandnes Ulf  | 16 de mayo | Åråsen Stadion     |
| SK Brann      | 2 - 0 | Aalesunds FK | 16 de mayo | Brann Stadion      |
| Strømsgodset  | 3 - 1 | Sogndal      | 16 de mayo | Marienlyst Stadion |
| Vålerenga     | 2 - 0 | Tromsø IL    | 16 de mayo | Ullevaal Stadion   |
| Viking FK     | 0 - 0 | Hønefoss BK  | 16 de mayo | Viking Stadion     |
| Rosenborg BK  | 4 - 2 | Sarpsborg 08 | 16 de mayo | Lerkendal Stadion  |
| Odd Grenland  | 0 - 1 | IK Start     | 16 de mayo | Skagerak Arena     |

| IK Start     | 0 - 6 | Strømsgodset  | 20 de mayo | Skagerak Arena      |
| Rosenborg BK | 0 - 0 | Molde FK      | 20 de mayo | Lerkendal Stadion   |
| Aalesunds FK | 2 - 0 | Odd Grenland  | 20 de mayo | Color Line Stadion  |
| FK Haugesund | 0 - 1 | Sogndal       | 20 de mayo | Haugesund Stadion   |
| Hønefoss BK  | 3 - 0 | Lillestrøm SK | 20 de mayo | Aka Arena           |
| Tromsø IL    | 2 - 0 | SK Brann      | 20 de mayo | Alfheim Stadion     |
| Sarpsborg 08 | 3 - 3 | Vålerenga     | 21 de mayo | Sarpsborg Stadion   |
| Sandnes Ulf  | 0 - 1 | Viking FK     | 21 de mayo | Sandnes Idrettspark |

| Strømsgodset  | 2 - 1 | Aalesunds FK | 24 de mayo | Marienlyst Stadion |
| Molde FK      | 2 - 1 | Hønefoss BK  | 25 de mayo | Aker Stadion       |
| Vålerenga     | 1 - 2 | Rosenborg BK | 25 de mayo | Ullevaal Stadion   |
| Lillestrøm SK | 3 - 0 | FK Haugesund | 26 de mayo | Åråsen Stadion     |
| Odd Grenland  | 3 - 0 | Sandnes Ulf  | 26 de mayo | Skagerak Arena     |
| Viking FK     | 2 - 1 | Tromsø IL    | 26 de mayo | Viking Stadion     |
| Sogndal       | 1 - 1 | IK Start     | 26 de mayo | Fosshaugane Campus |
| SK Brann      | 3 - 1 | Sarpsborg 08 | 26 de mayo | Brann Stadion      |

| Vålerenga    | 3 - 3 | Molde FK      | 22 de junio | Ullevaal Stadion    |
| Sarpsborg 08 | 2 - 1 | IK Start      | 22 de junio | Sarpsborg Stadion   |
| Rosenborg BK | 1 - 0 | Strømsgodset  | 22 de junio | Lerkendal Stadion   |
| Tromsø IL    | 1 - 0 | Lillestrøm SK | 23 de junio | Alfheim Stadion     |
| Sandnes Ulf  | 1 - 3 | Sogndal       | 23 de junio | Sandnes Idrettspark |
| Aalesunds FK | 2 - 1 | Viking FK     | 23 de junio | Color Line Stadion  |
| Hønefoss BK  | 1 - 1 | Odd Grenland  | 23 de junio | Aka Arena           |
| FK Haugesund | 2 - 1 | SK Brann      | 23 de junio | Haugesund Stadion   |

| Molde FK      | 3 - 1 | Sarpsborg 08 | 29 de junio | Aker Stadion       |
| SK Brann      | 6 - 1 | Sandnes Ulf  | 29 de junio | Brann Stadion      |
| Strømsgodset  | 3 - 1 | Tromsø IL    | 29 de junio | Marienlyst Stadion |
| Sogndal       | 1 - 1 | Hønefoss BK  | 29 de junio | Fosshaugane Campus |
| Lillestrøm SK | 0 - 1 | Vålerenga    | 30 de junio | Åråsen Stadion     |
| Odd Grenland  | 4 - 0 | FK Haugesund | 30 de junio | Skagerak Arena     |
| IK Start      | 2 - 2 | Aalesunds FK | 30 de junio | Skagerak Arena     |
| Viking FK     | 0 - 0 | Rosenborg BK | 30 de junio | Viking Stadion     |

| Aalesunds FK | 2 - 2 | Sogndal       | 6 de julio | Color Line Stadion  |
| FK Haugesund | 2 - 1 | Strømsgodset  | 6 de julio | Haugesund Stadion   |
| Tromsø IL    | 2 - 3 | Molde FK      | 7 de julio | Alfheim Stadion     |
| Sandnes Ulf  | 3 - 1 | IK Start      | 7 de julio | Sandnes Idrettspark |
| Rosenborg BK | 1 - 0 | Lillestrøm SK | 7 de julio | Lerkendal Stadion   |
| Sarpsborg 08 | 0 - 1 | Odd Grenland  | 7 de julio | Sarpsborg Stadion   |
| Vålerenga    | 2 - 2 | Viking FK     | 7 de julio | Ullevaal Stadion    |
| Hønefoss BK  | 1 - 1 | SK Brann      | 8 de julio | Aka Arena           |

| Hønefoss BK  | 1 - 2 | Vålerenga       | 12 de julio | Aka Arena           |
| Molde FK     | 1 - 1 | Viking FK       | 13 de julio | Aker Stadion        |
| IK Start     | 3 - 3 | SK Brann        | 13 de julio | Skagerak Arena      |
| FK Haugesund | 1 - 2 | Aalesunds FK    | 14 de julio | Haugesund Stadion   |
| Sandnes Ulf  | 2 - 1 | Strømsgodset IF | 14 de julio | Sandnes Idrettspark |
| Tromsø IL    | 2 - 2 | Sogndal         | 14 de julio | Alfheim Stadion     |
| Sarpsborg 08 | 0 - 1 | Lillestrøm SK   | 14 de julio | Sarpsborg Stadion   |
| Rosenborg BK | 3 - 2 | Odd Grenland    | 14 de julio | Lerkendal Stadion   |

| Aalesunds FK    | 2 - 3 | Sandnes Ulf  | 27 de julio | Color Line Stadion |
| Lillestrøm SK   | 2 - 0 | Molde FK     | 27 de julio | Åråsen Stadion     |
| Strømsgodset IF | 4 - 0 | Hønefoss BK  | 28 de julio | Marienlyst Stadion |
| SK Brann        | 1 - 4 | Rosenborg BK | 28 de julio | Brann Stadion      |
| Odd Grenland    | 3 - 1 | Tromsø IL    | 28 de julio | Skagerak Arena     |
| Sogndal         | 1 - 1 | FK Haugesund | 28 de julio | Fosshaugane Campus |
| Viking FK       | 3 - 0 | IK Start     | 28 de julio | Viking Stadion     |
| Vålerenga       | 5 - 3 | Sarpsborg 08 | 29 de julio | Ullevaal Stadion   |

| Molde FK     | 2 - 0 | SK Brann        | 3 de agosto | Aker Stadion      |
| IK Start     | 0 - 1 | Odd Grenland    | 3 de agosto | Skagerak Arena    |
| Viking FK    | 2 - 2 | Lillestrøm SK   | 3 de agosto | Viking Stadion    |
| Sarpsborg 08 | 2 - 4 | Strømsgodset IF | 4 de agosto | Sarpsborg Stadion |
| Rosenborg BK | 2 - 0 | Sogndal         | 4 de agosto | Lerkendal Stadion |
| FK Haugesund | 3 - 1 | Sandnes Ulf     | 4 de agosto | Haugesund Stadion |
| Hønefoss BK  | 3 - 4 | Aalesunds FK    | 4 de agosto | Aka Arena         |
| Tromsø IL    | 2 - 2 | Vålerenga       | 4 de agosto | Alfheim Stadion   |

| SK Brann        | 1 - 1 | Lillestrøm SK | 9 de agosto  | Brann Stadion       |
| Sogndal         | 1 - 2 | Molde FK      | 10 de agosto | Fosshaugane Campus  |
| Odd Grenland    | 1 - 1 | Viking FK     | 10 de agosto | Skagerak Arena      |
| Aalesunds FK    | 3 - 1 | Sarpsborg 08  | 11 de agosto | Color Line Stadion  |
| Sandnes Ulf     | 2 - 1 | Tromsø IL     | 11 de agosto | Sandnes Idrettspark |
| Strømsgodset IF | 2 - 2 | Rosenborg BK  | 11 de agosto | Marienlyst Stadion  |
| FK Haugesund    | 1 - 0 | Hønefoss BK   | 11 de agosto | Haugesund Stadion   |
| Vålerenga       | 1 - 3 | IK Start      | 11 de agosto | Ullevaal Stadion    |

| Molde FK      | 1 - 1 | Odd Grenland    | 17 de agosto | Aker Stadion      |
| Rosenborg BK  | 0 - 0 | Vålerenga       | 17 de agosto | Lerkendal Stadion |
| IK Start      | 1 - 2 | FK Haugesund    | 18 de agosto | Skagerak Arena    |
| Hønefoss BK   | 0 - 1 | Sandnes Ulf     | 18 de agosto | Aka Arena         |
| Tromsø IL     | 1 - 2 | Aalesunds FK    | 18 de agosto | Alfheim Stadion   |
| Sarpsborg 08  | 0 - 1 | Sogndal         | 18 de agosto | Sarpsborg Stadion |
| Viking FK     | 3 - 2 | SK Brann        | 18 de agosto | Viking Stadion    |
| Lillestrøm SK | 1 - 1 | Strømsgodset IF | 19 de agosto | Åråsen Stadion    |

| Sogndal         | 1 - 0 | Viking FK     | 24 de agosto | Fosshaugane Campus  |
| Odd Grenland    | 1 - 3 | SK Brann      | 24 de agosto | Skagerak Arena      |
| Aalesunds FK    | 1 - 1 | IK Start      | 25 de agosto | Color Line Stadion  |
| Strømsgodset IF | 5 - 2 | Molde FK      | 25 de agosto | Marienlyst Stadion  |
| Vålerenga       | 1 - 1 | Lillestrøm SK | 25 de agosto | Ullevaal Stadion    |
| FK Haugesund    | 1 - 0 | Tromsø IL     | 25 de agosto | Haugesund Stadion   |
| Hønefoss BK     | 5 - 1 | Sarpsborg 08  | 25 de agosto | Aka Arena           |
| Sandnes Ulf     | 2 - 3 | Rosenborg BK  | 25 de agosto | Sandnes Idrettspark |

| SK Brann      | 1 - 0 | Sogndal         | 30 de agosto    | Brann Stadion     |
| Lillestrøm SK | 1 - 0 | Odd Grenland    | 31 de agosto    | Åråsen Stadion    |
| Rosenborg BK  | 2 - 1 | Aalesunds FK    | 31 de agosto    | Lerkendal Stadion |
| Molde FK      | 4 - 0 | Vålerenga       | 1 de septiembre | Aker Stadion      |
| Viking FK     | 1 - 0 | Strømsgodset IF | 1 de septiembre | Viking Stadion    |
| Tromsø IL     | 1 - 1 | Hønefoss BK     | 1 de septiembre | Alfheim Stadion   |
| Sarpsborg 08  | 2 - 1 | FK Haugesund    | 1 de septiembre | Sarpsborg Stadion |
| IK Start      | 7 - 0 | Sandnes Ulf     | 1 de septiembre | Skagerak Arena    |

| Aalesunds FK    | 1 - 3 | Molde FK      | 13 de septiembre | Color Line Stadion  |
| Sogndal         | 1 - 2 | Lillestrøm SK | 14 de septiembre | Fosshaugane Campus  |
| FK Haugesund    | 1 - 1 | Viking FK     | 14 de septiembre | Haugesund Stadion   |
| Sandnes Ulf     | 2 - 0 | Sarpsborg 08  | 15 de septiembre | Sandnes Idrettspark |
| Strømsgodset IF | 3 - 1 | Odd Grenland  | 15 de septiembre | Marienlyst Stadion  |
| Vålerenga       | 4 - 3 | SK Brann      | 15 de septiembre | Ullevaal Stadion    |
| Hønefoss BK     | 0 - 1 | IK Start      | 15 de septiembre | Aka Arena           |
| Tromsø IL       | 1 - 0 | Rosenborg BK  | 15 de septiembre | Alfheim Stadion     |

| Rosenborg BK  | 1 - 1 | FK Haugesund    | 20 de septiembre | Lerkendal Stadion |
| Lillestrøm SK | 1 - 2 | Hønefoss BK     | 21 de septiembre | Åråsen Stadion    |
| SK Brann      | 1 - 1 | Strømsgodset IF | 21 de septiembre | Brann Stadion     |
| Molde FK      | 4 - 1 | Sandnes Ulf     | 22 de septiembre | Aker Stadion      |
| Odd Grenland  | 5 - 1 | Aalesunds FK    | 22 de septiembre | Skagerak Arena    |
| Viking FK     | 1 - 0 | Vålerenga       | 22 de septiembre | Viking Stadion    |
| Sarpsborg 08  | 3 - 0 | Tromsø IL       | 22 de septiembre | Sarpsborg Stadion |
| IK Start      | 2 - 0 | Sogndal         | 22 de septiembre | Skagerak Arena    |

| Sogndal      | 0 - 5 | Strømsgodset IF | 27 de septiembre | Fosshaugane Campus  |
| Hønefoss BK  | 2 - 2 | Viking FK       | 28 de septiembre | Aka Arena           |
| Aalesunds FK | 0 - 0 | SK Brann        | 28 de septiembre | Color Line Stadion  |
| Sandnes Ulf  | 1 - 1 | Lillestrøm SK   | 29 de septiembre | Sandnes Idrettspark |
| Vålerenga    | 1 - 2 | Odd Grenland    | 29 de septiembre | Ullevaal Stadion    |
| FK Haugesund | 1 - 1 | Molde FK        | 29 de septiembre | Haugesund Stadion   |
| Tromsø IL    | 2 - 3 | IK Start        | 29 de septiembre | Alfheim Stadion     |
| Sarpsborg 08 | 1 - 2 | Rosenborg BK    | 29 de septiembre | Sarpsborg Stadion   |

| SK Brann        | 0 - 1 | FK Haugesund | 4 de octubre | Brann Stadion      |
| Viking FK       | 1 - 1 | Sandnes Ulf  | 5 de octubre | Viking Stadion     |
| Strømsgodset IF | 2 - 1 | Vålerenga    | 5 de octubre | Marienlyst Stadion |
| Molde FK        | 1 - 0 | Tromsø IL    | 6 de octubre | Aker Stadion       |
| Lillestrøm SK   | 1 - 1 | Aalesunds FK | 6 de octubre | Åråsen Stadion     |
| Odd Grenland    | 0 - 0 | Sogndal      | 6 de octubre | Skagerak Arena     |
| Rosenborg BK    | 0 - 0 | Hønefoss BK  | 6 de octubre | Lerkendal Stadion  |
| IK Start        | 1 - 1 | Sarpsborg 08 | 6 de octubre | Skagerak Arena     |

| Sarpsborg 08 | 3 - 2 | SK Brann        | 18 de octubre | Sarpsborg Stadion   |
| Tromsø IL    | 4 - 3 | Viking FK       | 19 de octubre | Alfheim Stadion     |
| IK Start     | 0 - 1 | Rosenborg BK    | 19 de octubre | Skagerak Arena      |
| Sandnes Ulf  | 2 - 4 | Odd Grenland    | 20 de octubre | Sandnes Idrettspark |
| Aalesunds FK | 0 - 1 | Strømsgodset IF | 20 de octubre | Color Line Stadion  |
| FK Haugesund | 3 - 2 | Lillestrøm SK   | 20 de octubre | Haugesund Stadion   |
| Hønefoss BK  | 0 - 1 | Molde FK        | 20 de octubre | Aka Arena           |
| Sogndal      | 1 - 2 | Vålerenga       | 20 de octubre | Fosshaugane Campus  |

| Viking FK       | 1 - 3 | Aalesunds FK | 25 de octubre | Viking Stadion     |
| Vålerenga       | 1 - 2 | FK Haugesund | 26 de octubre | Ullevaal Stadion   |
| Molde FK        | 1 - 0 | Rosenborg BK | 26 de octubre | Aker Stadion       |
| Lillestrøm SK   | 3 - 2 | Tromsø IL    | 27 de octubre | Åråsen Stadion     |
| SK Brann        | 0 - 0 | Hønefoss BK  | 27 de octubre | Brann Stadion      |
| Odd Grenland    | 2 - 2 | Sarpsborg 08 | 27 de octubre | Skagerak Arena     |
| Strømsgodset IF | 1 - 0 | IK Start     | 27 de octubre | Marienlyst Stadion |
| Sogndal         | 2 - 1 | Sandnes Ulf  | 27 de octubre | Fosshaugane Campus |

| Sandnes Ulf  | 3 - 1 | SK Brann        | 3 de noviembre | Sandnes Idrettspark |
| Rosenborg BK | 2 - 1 | Viking FK       | 3 de noviembre | Lerkendal Stadion   |
| Aalesunds FK | 1 - 0 | Vålerenga       | 3 de noviembre | Color Line Stadion  |
| FK Haugesund | 3 - 1 | Odd Grenland    | 3 de noviembre | Haugesund Stadion   |
| Hønefoss BK  | 2 - 0 | Sogndal         | 3 de noviembre | Aka Arena           |
| Tromsø IL    | 0 - 0 | Strømsgodset IF | 3 de noviembre | Alfheim Stadion     |
| Sarpsborg 08 | 1 - 0 | Molde FK        | 3 de noviembre | Sarpsborg Stadion   |
| IK Start     | 1 - 0 | Lillestrøm SK   | 3 de noviembre | Skagerak Arena      |

| Molde FK        | 0 - 1 | IK Start     | 10 de noviembre | Aker Stadion       |
| Lillestrøm SK   | 0 - 3 | Rosenborg BK | 10 de noviembre | Åråsen Stadion     |
| SK Brann        | 4 - 1 | Tromsø IL    | 10 de noviembre | Brann Stadion      |
| Odd Grenland    | 2 - 1 | Hønefoss BK  | 10 de noviembre | Skagerak Arena     |
| Strømsgodset IF | 4 - 0 | FK Haugesund | 10 de noviembre | Marienlyst Stadion |
| Vålerenga       | 2 - 0 | Sandnes Ulf  | 10 de noviembre | Ullevaal Stadion   |
| Viking FK       | 2 - 1 | Sarpsborg 08 | 10 de noviembre | Viking Stadion     |
| Sogndal         | 1 - 2 | Aalesunds FK | 10 de noviembre | Fosshaugane Campus |

## Promoción de descenso
| Sarpsborg 08                                                  | 1 - 0 | Ranheim Fotball | 13 de noviembre de 2013 | Sarpsborg Stadion |
| Ranheim Fotball                                               | 0 - 2 | Sarpsborg 08    | 16 de noviembre de 2013 | DnB NOR Arena     |
| Sarpsborg se mantiene en la Tippeligaen con un global de 3-0. |       |                 |                         |                   |